# عصر جدید (فیلم ۱۹۳۶)
عصر جدید (به انگلیسی: Modern Times) فیلمی کمدی آمریکایی محصول سال ۱۹۳۶ میلادی (۱۳۱۴ خورشیدی) به کارگردانی و نویسندگی چارلی چاپلین است. عصر جدید تقلای ولگرد کوچولو برای زندگی در دنیای مدرن و صنعتی است. این فیلم در مورد وضعیت اشتغال و مالی وخیم مردم در رکود بزرگ است. فیلمی که در آن چاپلین برای آخرین بار در نقش آقای ولگرد ظاهر شد، ستایشی بی‌دریغ از غنای سینمای صامت و هجوی بی‌رحمانه علیه سلطه ماشین بر انسان. ستارگان این فیلم عبارتند از: چارلی چاپلین، پولت گادرد، هنری برگمن، تاینی سندفورد و چستر کانکلین.
عصر جدید توسط کتابخانه کنگره و در سال ۱۹۸۹ از لحاظ فرهنگی قابل توجه و مهم ارزیابی شد. این فیلم در فهرست ملی ثبت فیلم قرار گرفت و چهارده سال بعد، در جشنواره فیلم کن ۲۰۰۳ در بخش خارج از مسابقه قرار گرفت.

## طرح فیلم

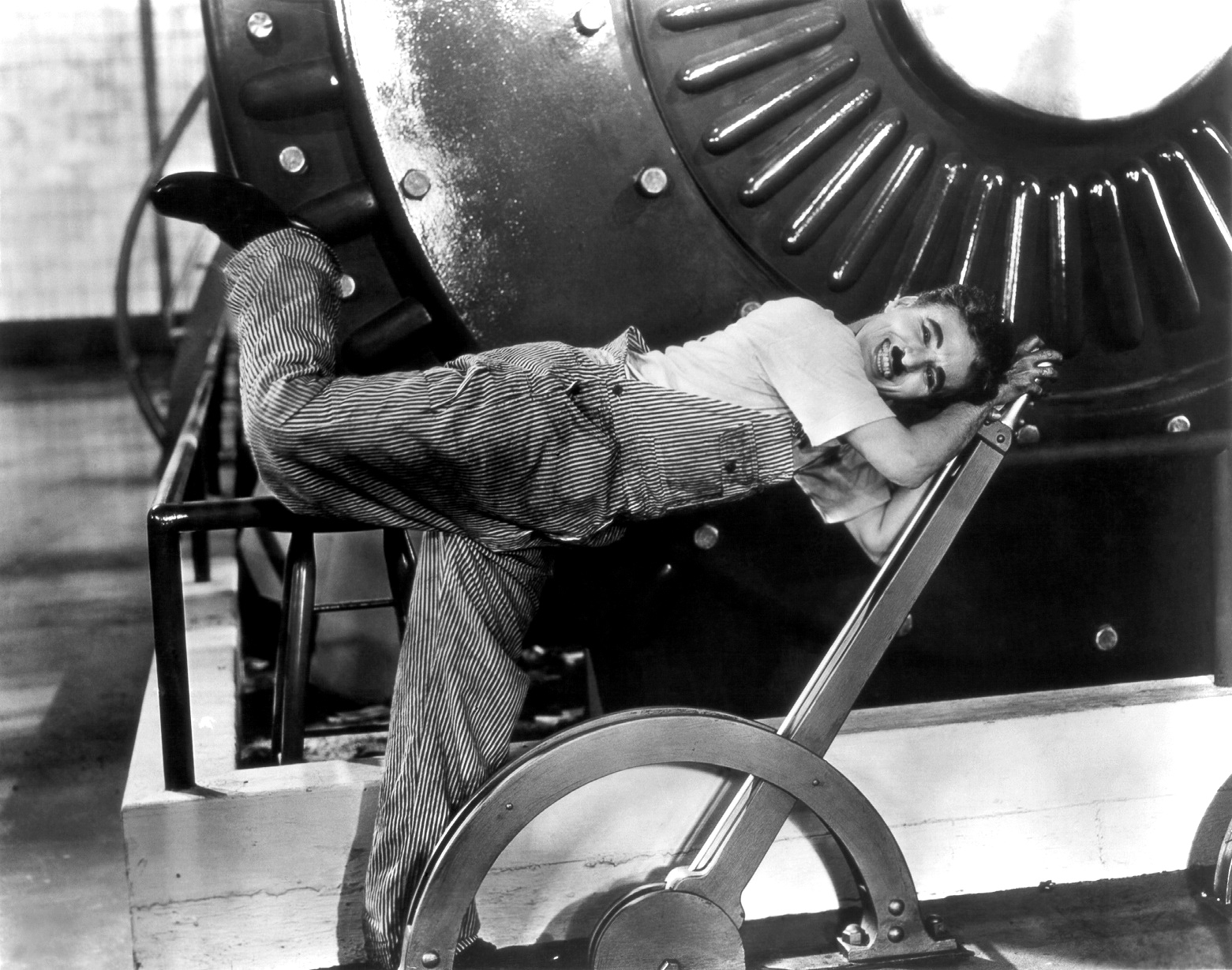
عصر جدید ١٩٣۶

عصر جدید چاپلین را در شخصیت ولگرد خود به‌عنوان یک کارگر کارخانه در خط مونتاژ به تصویر می‌کشد. در آنجا، او مورد بی مهری‌هایی قرار می‌گیرد که توسط «دستگاه تغذیه» معیوب و یک خط مونتاژ شتاب‌دهنده تغذیه می‌شود که در آن او مهره‌ها را با سرعت فزاینده‌ای روی قطعات ماشین‌آلات پیچ می‌کند. او سرانجام دچار یک ناراحتی عصبی می‌شود و بی‌حال می‌شود، درون دستگاه گیر می‌کند و کارخانه را به هرج‌ومرج می‌اندازد. وی را به بیمارستان اعزام می‌کنند. پس از بهبودی، کارگر کارخانه که اکنون بیکار شده به‌اشتباه به‌عنوان رهبر تظاهرات کمونیست دستگیر می‌شود. در زندان، او به‌طور تصادفی کوکائین قاچاق را بلعید و آن را با نمک اشتباه گرفت. در هذیان بعدی خود، از رفتن دوباره در سلول خودداری می‌کند. وقتی برمی‌گردد، به یک زندان فرار می‌کند و محکومان را بیهوش می‌کند. از او به‌عنوان یک قهرمان یاد می‌کنند و با او رفتار خاصی می‌کنند. وقتی به او اطلاع دادند که به‌دلیل اقدامات قهرمانانه‌اش به زودی آزاد خواهد شد، چاپلین می‌گوید که زندگی در زندان را ترجیح می‌دهد.
در خارج از زندان، او درخواست کار جدیدی می‌کند اما پس از اینکه باعث وقوع حادثه‌ای می‌شود آنجا را ترک می‌کند. او به یک دختر پابرهنه یتیم ولگرد، به نام الن (با نقش آفرینی پولت گادرد) برخورد می‌کند که پس از سرقت یک قرص نان از پلیس در حال فرار است. او که مصمم است به زندان بازگردد و دختر را نجات دهد، به پلیس گفت که او سارق است و باید دستگیر شود. شاهدی که ماجرا را دیده‌است، اصل ماجرا را فاش می‌کند و چاپلین آزاد می‌شود. برای دستگیری مجدد، او مقدار زیادی غذا در یک کافه تریا بدون پرداخت پول می‌خورد. او با الن در یک واگن شالی بلند ملاقات می‌کند، که تصادف می‌کند و او را متقاعد می‌کند که با او فرار کند. او که در رؤیای زندگی بهتر است به‌عنوان یک نگهبان شبانه در یک فروشگاه بزرگ شغل می‌گیرد، یواشکی با الن وارد فروشگاه می‌شود و با سه سارق روبرو می‌شود: یکی از آنها «بیگ‌بیگ»، یکی از همکاران کارخانه در ابتدای فیلم است، که توضیح می‌دهد که آنها گرسنه و ناامید هستند. وی پس از صرف نوشیدنی با آنها، صبح روز بعد در ساعات کاری از خواب بیدار می‌شود و یک بار دیگر به دلیل عدم با تماس پلیس برای دستگیری سارقان و خوابیدن با لباس فروشگاه روی میز، که باعث شوکه شدن مشتریان و صاحب فروشگاه می‌شود، دستگیر می‌شود.
ده روز بعد، الن او را به خانه جدیدی می‌برد - کلبه‌ای فرسوده که اعتراف می‌کند «کاخ باکینگهام نیست» اما به‌عنوان خانه کار خواهد کرد. صبح روز بعد، کارگر کارخانه در مورد بازگشایی یک کارخانه قدیمی می‌خواند و به‌عنوان دستیار مکانیک در آنجا کار می‌کند. رئیس او به‌طور تصادفی در ماشین آلات سقوط می‌کند، اما کارگر موفق می‌شود او را نجات دهد. سایر کارگران ناگهان تصمیم به اعتصاب می‌گیرند. در خارج، کارگر به‌طور تصادفی آجر را به سمت پلیس پرتاب می‌کند و او دوباره دستگیر می‌شود.
دو هفته بعد، او آزاد می‌شود و می‌فهمد که الن یک رقاص کافه است. او به‌عنوان خواننده و پیشخدمت شغلی پیدا می‌کند، جایی که او وظایف خود را کاملاً ناشیانه انجام می‌دهد. در حین نمایش خود، او دست‌های خود را که متن ترانه او است، از دست می‌دهد، اما او با بداهه‌خوانی متن با استفاده از برهم زدن از چندین زبان، به‌علاوه برخی از پانتومیمینگ، این عمل را نجات می‌دهد. عمل او اثبات یک ضربه است. هنگامی که پلیس برای دستگیری الن به دلیل فرار زودهنگامش وارد می‌شود، آنها دوباره فرار می‌کنند. الن ناامید می‌شود که هیچ فایده‌ای برای تلاش آنها وجود ندارد، اما کارگر کارخانه به او اطمینان می‌دهد که به نوعی از پس این کار برمی‌آیند. در یک طلوع روشن، آنها جاده را به سمت آینده‌ای نامشخص اما امیدوار طی می‌کنند.

## بازیگران
- چارلی چاپلین در نقش کارگر کارخانه
- پولت گادرد در نقش الن پترسون (گمین)
- هنری برگمن در نقش صاحب کافه
- تاینی سندفورد در نقش بیل بزرگ
- چستر کانکلین در نقش مکانیک
- ال ارنست گارسیا در نقش رئیس شرکت
- استنلی بلایستون در نقش پدر گمین
- ریچارد الکساندر در نقش یکی از همبندان زندان
- سیسیل رینولدز در نقش وزیر
- میرا مک‌کینی در نقش همسر وزیر
- مرداک مک‌کواری در نقش مخترع
- ویلفرد لوکاس در نقش در نقش افسر جوان
- ادوارد لسنت در نقش کلاهبردار کوئلر
- فرد ملتستا در نقش سرایدار کافه
- سامی استین در نقش متصدی توربین
- هانک مان در نقش همدست بیل بزرگ
- لوئیس ناسکس در نقش همدست بیل بزرگ
- گلوریا دهیون در نقش خواهر گمین
- جوانا ساتون در نقش زنی که از دست کارگر کارخانه فرار کرد
- تد الیور در نقش دستیار ارشد
- جیمز سی. مورتون